# Epic Games
Epic Games, nota in passato come Epic MegaGames e Potomac Computer Systems, è un'azienda statunitense dedita allo sviluppo del motore grafico Unreal Engine e di videogiochi con sede nella città di Cary (North Carolina), fondata nel 1990 da Tim Sweeney; è principalmente conosciuta per aver realizzato la serie di Unreal, Gears of War e Fortnite. Gestisce inoltre la piattaforma Epic Games Store per la vendita digitale di videogiochi.

## Storia
Epic Games fu inizialmente fondata con il nome di Potomac Computer Systems nel 1991 da Tim Sweeney a Rockville, nel Maryland, e nello stesso anno rilasciò il suo titolo di maggior successo, ZZT. Durante l'ultimo periodo di produzione di ZZT la compagnia cambiò nome in Epic MegaGames. Gradualmente si fece conoscere per la produzione di videogiochi sotto licenza shareware, tra cui Epic Pinball, Jill of the Jungle, Jazz Jackrabbit e One Must Fall 2097. Nel periodo seguente la Epic, analogamente a quanto faceva la sua "concorrente" Apogee Software, vendette e pubblicò giochi prodotti da molti altri sviluppatori come Safari Software e XLand, che produsse Robbo, Heartlight e Electro Man. Nel 1997 Safari Software venne acquisita completamente dalla Epic MegaGames e alcuni dei loro giochi sono stati venduti sotto l'etichetta Epic Classics.
Nel 1998 Epic Mega Games pubblicò Unreal (seguito nel 2003 da Unreal II), un videogioco di tipo sparatutto in prima persona, primo della serie di videogiochi che diverrà di particolare successo con lo spin-off Unreal Tournament ed i sequel di quest'ultimo. La tecnologia e il motore grafico usati per costruire Unreal (e i successivi capitoli), chiamato Unreal Engine, furono in seguito dati in licenza ad altri sviluppatori, permettendo lo sviluppo di una grande quantità di videogiochi, molti dei quali considerati di elevata qualità. Nel 1999 la compagnia cambiò il nome in Epic Games e trasferì i propri uffici a Cary.
Nel 2006 pubblicò uno dei suoi più grandi successi, Gears of War. Tra il 2007 e il 2008, Epic Games ha acquisito le software house People Can Fly (per poi separarsi da essa nel 2015) e Chair Entertainment. Nel 2017 la Epic Games ha pubblicato il videogioco Fortnite, che ha riscosso un enorme successo e attualmente rappresenta la maggiore forma di guadagno dell'azienda. Nel 2019 la Epic Games ha acquistato la software house Psyonix, creatrice dei titoli Supersonic Acrobatic Rocket-Powered Battle-Cars ed il sequel Rocket League. Nel 2021 ha acquisito Tonic Games Group, che comprende Fortitude Games e Mediatonic, sviluppatore di Fall Guys.
La Epic è anche attiva nel campo dell'animazione. Nel 2019 finanziò la prima stagione della serie Meta Runner, firmata dallo studio di animazione australiano Glitch Productions. Nel 2022 la Spire Animation Studios chiuse un aumento di capitale pari a 20 milioni di dollari comprendente un investimento dalla Epic Games.

## Controversie

### La disputa legale con la Apple
Nel 2020 ha iniziato una battaglia legale contro Apple e Google. La società si è schierata contro il sistema di commissioni dei due negozi di applicazioni, che richiedono il 30% di commissioni sulle vendite. Epic Games ha prima offerto i crediti per giocare a Fortnite, la sua fonte di guadagno principale, al di fuori dei negozi di app per evitare di pagare le commissioni, ma così facendo ha infranto le regole dell'App Store e Google Play Store. Per questo motivo Apple e Google hanno cancellato Fortnite dai rispettivi negozi.
Questo ha spinto Epic Games alla fase successiva, vale a dire fare causa per posizione dominante sia ad Apple che a Google. Le due aziende dovranno quindi dimostrare in tribunale di non aver creato distorsioni di mercato. Tuttavia, secondo il giornale online Gizmodo, l'azione potrebbe essere vincente per Epic grazie a una clausola dell'App Store.